# 데보라 래핀
데버라 래핀(Deborah Raffin, 1953년 3월 13일 ~ 2012년 11월 21일)는 미국의 배우, 영화 감독, 각본가, 텔레비전 감독이다.
로스앤젤레스에서 태어났으며 로스앤젤레스에서 사망하였다. 사인은 백혈병이다.

## 작품 목록
- 하늘을 보라 - 슈퍼맨의 놀라운 이야기 (2006년) - 본인 역
- 퓨쳐스포츠 (1998년)
- 와일드 (1997년)
- 시간의 모래밭 (1992년)
- 신들의 풍차 (1988년)
- 노블 하우스 (1988년)
- 데스 위시 3 (1985년)
- 정글의 여인 (1984년)
- 잊을 수 없는 죽음 (1983)
- 재회의 길 (1983년)
- 헬 게이트 (1981년)
- 헤이와이어 (1980년)
- 터치드 바이 러브 (1980년)
- 행잉 온 어 스타 (1978년)
- 랜섬 (1977년)
- 신이 내게 말하길 (1976년)
- 지옥의 수용소 (1976년)
- 재뉴어리 (1975년)
- 도브 (1974년)
- 40 캐럿 (1973년)

### 영화 출연
- 전선의 여우 (1990, Night of the Fox) - TV 영화

### 텔레비전 출연
- 제7의 천국 (1996-2005)
- 미국 십대의 비밀생활 시즌1 (2008-10)

### 텔레비전 연출
- 제7의 천국 (2003-04)